# Operation Fortitude
 Der er for få eller ingen kildehenvisninger i denne artikel, hvilket er et problem. Du kan hjælpe ved at angive troværdige kilder til de påstande, som fremføres i artiklen.

Operation Fortitude var en britisk militæroperation, der blev i værksat i 1944 med det formål at forlede Nazityskland til at tro, at De Allierede foretog en troppeopbygning i området omkring Dover m.h.p. en forestående invasion i Frankrig nær Calais. De allierede gennemførte operation ved at opsætte en stor mængde atrapper af køretøjer, tanks, fly. m.v. i området, ligesom de benyttede afspillede lyde af lastbiler og kampvogne for at give illusionen af aktivitet i området. 
Operationen Fortitude blev sat i værk noget tid før Operation Overlord, der fandt sted 6. juni 1944. 